# Wyza
João Sildes Bunga, mais conhecido pelo nome artístico Wyza (Bungo, 1975  - Luanda, 5 de Maio de 2017) foi um músico angolano. Ficou conhecido pelo sucesso "Mpasi", destacando-se pela marca única de cantar em kikongo e com ritmo kipalanga, atuando tanto como intérprete como dançarino dos temas que interpretava.

## Carreira
Wyza nasceu na província do Uíge, no município do Bungo em 1975.
Em 1984, com 25 anos, saiu de sua província natal com a sua mãe, Elisa Mbunga, para a capital do país, Luanda. Aprendeu tocar o sanzi com a sua mãe, que além de tocar, era fabricante deste instrumento. João Sildes Bunga, aperfeiçoou as técnicas deste instrumento musical, quando mais crescido e com a sua mãe, compunha e tocava algumas canções em casa e estas eram sempre em Kikongo. Já em Luanda, trabalhou como varredor de ruas. Um dia, enquanto trabalhava, um senhor o ouviu cantar e lhe ofereceu um violão.
Mais tarde, Wyza escreve a canção que o tornaria famoso em Luanda, "Mpasi" uma canção em kikongo, cujo título significa ´sofrimento´ e com ela, Wyza ganhou maior notoriedade nas rádios da capital. O nome Wyza veio da necessidade de ter um nome artístico logo em seguida ao recebimento de uma proposta do músico e produtor João Alexandre que o convidou a gravar o disco intitulado Kintsoma. Mas o álbum não correu como esperadoa. Desta feita, o também cantor e já com mais notoriedade e anos no mercado Paulo Flores reconheceu o grande talento dele e o convidou à abrir um dos seus espetáculos.
A sua primeira produtora foi a Maianga Produções, lá ele teve maior contacto com o mundo musical e aprendeu técnicas de gravação em estúdio. Os diretores da Maianga produções deram ao Wyza um novo violão e pagaram um curso onde ele aprendeu a trabalhar com sistemas de protocolo e tornou-se um técnico de estúdio. Wyza, então passou a produzir álbuns de artistas de renome teve a primeira oportunidade de participar em uma música do álbum de Paulo Flores, pelo sucesso que teve, lhe foi permitido gravar os seus álbuns solo na mesma produtora denominados, África Yaya e Bakongo.
Entre os seus discos mais conhecidos contam-se “África Yaya”, de 2004, “Kinsona”, e "Bakongo", de 2008.
Wyza residia no musseque Rangel, em Luanda.

## Morte
Wyza morreu a 5 de maio de 2017, vitima de mal-estar súbito, sendo levado a um hospital de Luanda onde acabou por morrer. A morte do pai, ocorrida dias antes, causara uma profunda depressão em Wyza, sendo apontada como a possível causa indireta da sua morte.